# Magdalena Tlacotepec
Magdalena Tlacotepec là một đô thị thuộc bang Oaxaca, México. Năm 2005, dân số của đô thị này là 1165 người.